# باکرگت، نیوبرانزویک
باکرگت، نیوبرانزویک (به انگلیسی: Bas-Caraquet, New Brunswick) یک منطقهٔ مسکونی در کانادا است که در نیوبرانزویک واقع شده‌است. باکرگت ۳۱٫۰۰ کیلومتر مربع مساحت و ۱٬۳۸۰ نفر جمعیت دارد.